# 巴里港
巴里港（英語：Port Barre）是美国路易斯安那州下属的一座城市。根据2010年美国人口普查，该市有人口2,055人。建置上，属于“town”。